# 柴内氏
柴内氏（しばないし）は、日本の氏族のひとつ。

## 出自
柴内氏は、鹿角郡の安保氏の一族で同郡柴内郷の地頭である。

## 歴史
左衛門佐親白以前の世代も事蹟も判明しない。花輪氏・大里氏と並んで郡内の旧士である。

## 系譜
```
柴内左衛門佐親白　
　　┃
柴内右市
　　親教
　　┣━━━━━━━┓
　　民部少　　　　　東馬允
　　親照　　　　　　親貞
　
文禄2年 出羽に走る
　　 ┃
　　　　　　　　　　林兵衛
　　　　　　　　　　親昌
　　　　　　　　　　┃
　　　　　　　　　　弥次郎　
岩手川又100石
　
　　　　　　　　　　武貞
　　　　　　　　　　┣━━━━━━┓
　　　　　　　　　　林六郎　　　　兵庫
　　　　　　　　　　武興　　　　　親久
```